# 黃震遐 (醫生)
黃震遐，MBE（1939年11月4日—），腦神經科專科醫生，民主黨創黨成員，曾任南區區議員，1991年至1997年為香港立法局議員。現任香港腦科基金會主席，研究腦神經系統。他致力推動腦科發展，及推廣他有份研發的中文字母輸入法。

## 背景
黃震遐是新加坡第三代華僑，祖籍廣東梅縣，兒時在新加坡長大。他在1961年畢業於雪梨大學，1966年畢業於香港大學醫學院，在校期間支持中文運動，並在香港大學學生會中使用中文作為傳播資訊媒介。1971年取得新加坡大學醫學碩士。其後，他用了10年時間在澳洲研究他的專長神經內科。他在澳洲大力推動華人的福利制度及對歧視華人行為持敵對態度。1981年，他回到香港並在香港大學中任教。
1984年，他創立民主派學會太平山學會，並擔任主席一職。太平山學會是當時香港民主派三大政黨之一，其中政界人物文世昌、何俊仁等人皆是該會成員。1990年，他加入香港民主同盟。1991年區議會選舉，他成功當選為南區區議會的其中一個區議員。直至2003年區議員任期屆滿，他便不再參與議會工作，淡出政壇事務。由於不願放棄澳洲護照，因此他沒有參選1998年香港立法會選舉。

## 學歷及專業資格
- 悉尼大學理學士
- 香港大學醫學士
- 新加坡國立大學醫學碩士
- 澳洲皇家內科醫學院榮授院士
- 香港內科醫學院院士
- 香港醫學專科學院院士[6]